# Місис Гадсон
Мі́сис Га́дсон, або Ха́дсон (англ. Mrs. Hudson), — літературний персонаж, якого створив шотландський англомовний письменник Артур Конан Дойл. Місис Хадсон є господинею помешкання на Бейкер-стріт, 221-Б, в якій проживають Шерлок Холмс і доктор Вотсон.